# Basílica de Nuestra Señora de Lourdes (Belo Horizonte)
La Basílica de Nuestra Señora de Lourdes (en portugués: Basílica Nossa Senhora de Lourdes) También conocida como la Iglesia de Lourdes (Igreja de Lourdes), y una iglesia católica construida en estilo predominantemente neogótico, que se encuentra en Belo Horizonte, Brasil. Su construcción fue terminada alrededor de 1923. El autor del proyecto fue Manoel Tunes, y las obras fueron hechas por Antonio Gonçalves Gravatá. En 1958 fue elevada a Basílica por decisión del papa Pío XII. Pertenece a la arquidiócesis de Belo Horizonte.
La Iglesia en posee tres naves y tiene una longitud de 47 metros de largo y 17 de ancho. En el interior hay tres imágenes de la virgen María en su advocación de Nuestra Señora de Lourdes, Una de madera, por lo general utilizada en procesiones y coronaciones; Una esculpido en yeso, con más de 100 años, que se encuentra en la Gruta de Lourdes; Otra en el altar, que fue traída de Río de Janeiro con motivo de la consagración de la iglesia con el estatus de basílica, acto realizado formalmente en 1958.

## Véase también

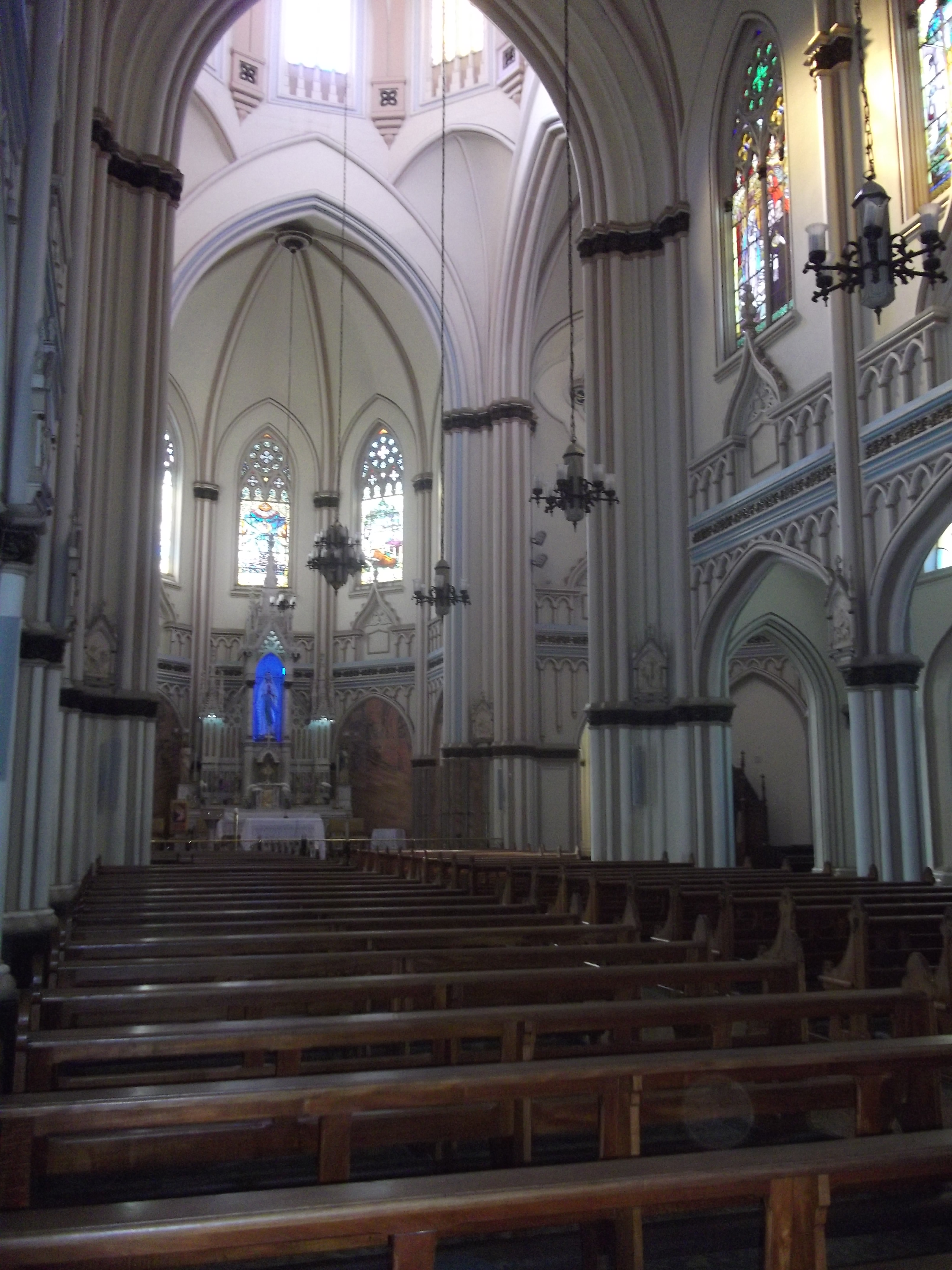
Vista interna